# شهرستان جنسی (نیویورک)
شهرستان جنسی (به انگلیسی: Genesee County) واقع در ایالت نیویورک است. جمعیت این شهرستان بر اساس سرشماری سال ۲۰۱۰ آمریکا ۶۰۰۷۹ نفر گزارش شده‌است. مرکز شهرستان جنسی شهر باتاویا است.این شهرستان در تاریخ ۳۰ مارس ۱۸۰۲ بنیانگذاری شده‌است و نام آن برگرفته از واژه سرخپوستی به معنای "دره زیبا" است.